# Acmocera flavoguttata
Acmocera flavoguttata är en skalbaggsart som beskrevs av Stefan von Breuning 1935. Acmocera flavoguttata ingår i släktet Acmocera och familjen långhorningar. Inga underarter finns listade i Catalogue of Life.